# Stadion PMRL
PMRL Stadium je nogometni stadion u Port Moresbyju, glavnom gradu Papue Nove Gvineje. Stadion ima kapacitet 15.000 mjesta te je dom nogometnog kluba PRK Hekari United i reprezentacije Papue Nove Gvineje

## Vanjske poveznice
- World Stadiums.com  Arhivirana inačica izvorne stranice od 6. rujna 2015. (Wayback Machine)
- World Football.net
- Ceroacero.es
- Goalzz.com